# 中川裕季子

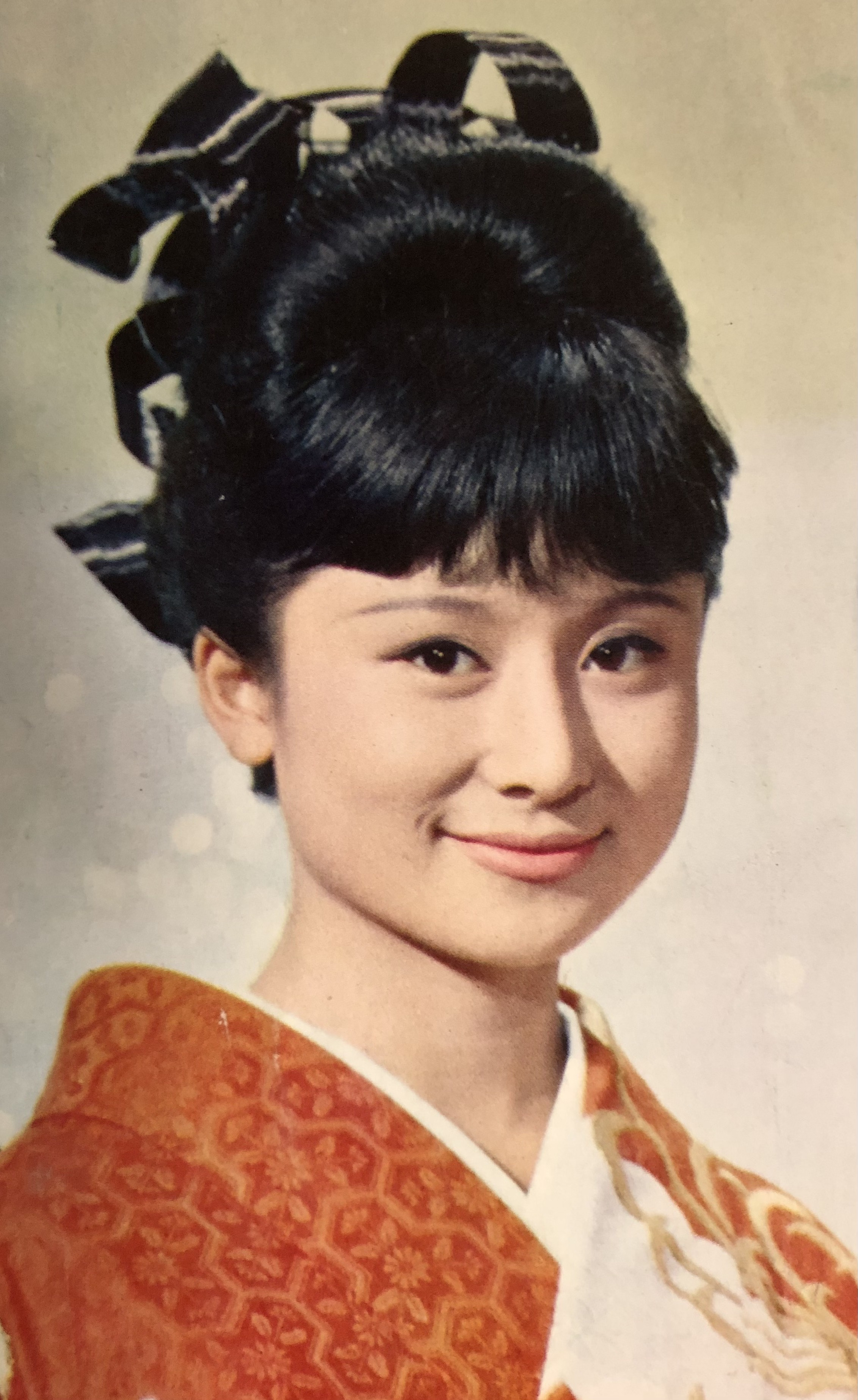
1965年

中川 裕季子（なかがわ ゆきこ、1945年 - ）は、日本のタップダンサー。本名の表記は、元子。1960年代には中川ゆき名義で、女優として活動し、また、南弘子、桜井浩子との3人組「スリー・チャッピーズ」としてレコードも出した。

## 経歴
中川三郎の三女として、中川弘子と中川姿子を姉に、中川一郎を兄に生まれ、3歳にして日本劇場で初舞台を踏んだ。
南弘子、桜井浩子とともに「スリー・チャッピーズ」としてレコードを出すなどした。
1963年の映画『六本木の夜 愛して愛して』で映画デビューしてヒロインを演じ、1963年のエランドール賞を受賞した。
その後、渡米してブロードウェイでミュージカルなどを学び、帰国後は恵比寿でディスコの経営などに関わり、また、もっぱらダンサー、タップダンサーとして、後進の指導に当たるようになった。ジャズダンスのブームだった1972年には、週に2000人以上の生徒を指導していたという。そのかたわた、エンターティナー集団「ザ・グレートダンサー」を結成して定期的に公演をおこなった。
2003年には、「中川三郎スタジオ」をリニューアルオープンした。

## フィルモグラフィ
中川ゆき名義での出演。
- 六本木の夜 愛して愛して、1963年
- あの娘に幸福を、1963年
- 秘剣 、1963年
- 太陽は呼んでいる、1963年
- 新・夫婦善哉、1963年
- お姐ちゃん三代記、1963年
- 蟻地獄作戦、1964年
- 血とダイヤモンド、1964年
- 現代紳士野郎、1964年
- 肉体の学校、1965年
- 風来忍法帖、1965年
- 若い娘がいっぱい、1966年
- 風来忍法帖 八方破れ、1968年

中川裕季子名義での出演、タップダンススーパーバイザー
- ザ・スーパーガール（1979年、東京12チャンネル）
  - 第10話「売春婦殺し 危うし警部」
  - 第40話「全裸殺人 真夜中の訪問者」
- TAP THE LAST SHOW、2017年